# 物部村 (滋賀県)
物部村（ものべむら）は、滋賀県栗太郡にあった村。現在の守山市中心部の南半、東海道本線（琵琶湖線）・守山駅の周辺にあたる。

## 歴史
- 1889年（明治22年）4月1日 - 町村制の施行により、浮気村・勝部村・今宿村・焔魔堂村・阿村・伊勢村・二町村・古高村・大門村・横江村・千代村の区域をもって発足。
- 1941年（昭和16年）7月10日 - 野洲郡守山町と合併し、改めて野洲郡守山町が発足。同日物部村廃止。

## 交通

### 鉄道路線
- 鉄道省
  - 東海道本線
    - 守山駅